# یونی‌بت
یونی‌بت بستری برای شرط‌بندی ورزشی، کازینو آنلاین، یک نوع بازی شبیه لوتو و پوکر آنلاین برای بیش از ۱۱ میلیون مشتری در بیش از ۱۰۰ کشور فراهم می‌کند.

## حمایت مالی
یونی‌بت به تازگی با نیوجرسی دویلز، و فیلادلفیا ایگلز همکاری کرده‌است. این مارک شریک رسمی شرط‌بندی سه تیم مختلف لیگ برتر فوتبال انگلیس، استون ویلا، پرستون نورت اند، و میدلزبورو است. یونی‌بت همچنین با باشگاه کریکت کانتی وارویکشایر رابطه مشابهی دارد.